# Otto Eberbach (Forstmann)
Otto Eberbach (* 20. September 1865 in Bretten; † 13. Januar 1928 in Radolfzell) war ein deutscher Forstmann.

## Leben und Wirken
Otto Eberbach war ein Sohn des Brettener Bäckermeisters Karl Jonathan Friedrich Eberbach (1818–1880) und der Schuhmacherstochter Maria Barbara Harsch (1829–1906). Der Großvater väterlicherseits war der Brettener Müller Ernst Friedrich Eberbach. Er selbst heiratete 1901 in Karlsruhe Rosa Dietz (1877–1953), deren Vater Hermann Dietz in Techniker war. Aus dieser Ehe stammten zwei Söhne und drei Töchter.
Eberbach absolvierte ein Studium der Forstwissenschaften an der TH Karlsruhe und bestand 1888 die Staatsprüfung. Danach arbeitete er insbesondere in der Forsteinrichtung und unterrichtete einige Zeit bei Forstwartskursen. 1899 wurde er zum Oberförster ernannt und übernahm den Dienstvorstand des Forstbezirks Bonndorf. 1914 wechselte er in selber Position nach Konstanz und wurde fünf Jahre später nach Radolfzell versetzt.
Eberbachs Bedeutung lag im Bereich der forstlichen Betriebswirtschaftslehre und der Forsteinrichtung. Dort setzte er sich für ein Zuwachsverfahren und eine Bilanzierung der Forste ein und vertrat dort originelle Standpunkte, mit denen er seinen Zeitgenossen weit voraus war. Im Jahr 1927 schrieb er sein letztes Buch über „Die forstliche Erwerbswirtschaft, ihre betriebliche Ordnung und kaufmännische Überwachung“, das einen Überblick über seine Standpunkte gibt. Tatsächlich dürfte er die Probleme, die bei praktischer Umsetzung seiner Vorschläge auftraten, unterschätzt haben.
Eberbach ließ sich in seinen Meinungen über den Waldbau von Alfred Möller und insbesondere Henri Edouard Biolley leiten und übersetzte Biolleys Buch über die „Forsteinrichtung auf der Grundlage der Erfahrung und insbesondere das Kontrollverfahren“ in die deutsche Sprache. Er bevorzugte einen ungleichaltrigen Wald, ging dabei aber nicht dogmatisch vor, sondern vertrat regelmäßig die Ansicht, dass das beste Vorgehen, einen Wald zu behandeln, dasjenige sei, das unter den vorhandenen Bedingungen bestmöglich den Aufgaben und Zielen der Forstwirtschaft diene.
Eberbachs wesentliche Bedeutung in seinem Fachgebiet lag im Bereich der Betriebswirtschaft. Hier wies er als erste Person darauf hin, dass es notwendig sei, die Waldwirtschaft nach kaufmännischen Grundsätzen zu strukturieren und kontrollieren.